# Simon Orchard
Pour les articles homonymes, voir Orchard.
Simon Orchard, né le 9 juillet 1986 à Muswellbrook, est un joueur australien de hockey sur gazon. Il joue pour la Nouvelle-Galles du Sud de la Ligue de hockey australienne et il est membre de l'équipe nationale australienne de hockey sur gazon.

## Palmarès
- Médaille de bronze aux Jeux olympiques de Londres en 2012[1]